# ليزا أوين
ليزا أوين (بالإسبانية: Lisa Owen)‏ هي كاتِبة وممثلة مكسيكية، ولدت في 4 يوليو 1965 بمدينة مكسيكو في المكسيك.

## أعمال

### أفلام
- (2001) أوريجينال سين[4]

## وصلات خارجية
- ليزا أوين على موقع IMDb (الإنجليزية)
- ليزا أوين على موقع ألو سيني (الفرنسية)
- ليزا أوين على موقع أول موفي (الإنجليزية)
- ليزا أوين على موقع قاعدة بيانات الأفلام السويدية (السويدية)
- ليزا أوين على موقع قاعدة بيانات الفيلم (الإنجليزية)